# 頓馬パルーカ
『頓馬パルーカ』（とんまパルーカ、原題: Palooka）は、ハム・フィッシャーのコミック・ストリップを原作とする1934年のアメリカ合衆国のプレコード・コメディ映画。ベンジャミン・ストロフ監督、スチュアート・アーウィン、ルーペ・ヴェレス、ジミー・デュランテ出演。この映画はジャック・ジェヴン、アーサー・コーバー、ガートルード・パーセル、マレー・ロス、ベン・ライアンによってコミック・ストリップから脚色された。

## ストーリー
素朴な青年ジョー・パルーカ（スチュアート・アーウィン）の父親ピート（ロバート・アームストロング）はボクシングのチャンピオンであったが、放蕩三昧の生活がたたり母親のメイム（マージョリー・ランボー）は幼いジョーを連れて田舎に逃げていた。ジョーは素直に育ち、幼馴染のアンと恋仲となった。しかし怪しげなボクシングマネージャーのノビー・ウォルシュ（ジミー・デュランテ）がジョーの素性に気付いて言葉巧みに近付き、ジョーは彼に付いて大都会へ行く決心をする。彼は八百長でチャンピオンとなり、玉の輿を狙う魅力的なキャバレー歌手ニナ・マデロ（ルーペ・ヴェレス）と父親同様の放蕩の道を歩み始める。本作にはジェームズ・キャグニーの弟ウィリアム・キャグニーがノビーの敵対者役で出演している。そして母親がジョーを諫めるためにアンを連れて大都会にやって来る。父親のピートまで現れてトレーナーを買って出るが、当然のように鍍金が剥がれたジョーは王座から転落する。ニナはジョーのもとから去り、夢から醒めたジョーは田舎に戻ることになった。

## キャスト
- ジミー・デュランテ: ノビー・ウォルシュ / ジュニア
- ルーペ・ヴェレス: ニナ・マデロ
- スチュアート・アーウィン（英語版）: ジョー・パルーカ
- マージョリー・ランボー: メイム・パルーカ
- ロバート・アームストロング: ピート・'グッドタイム'・パルーカ
- メアリー・カーライル（英語版）: アン
- セルマ・トッド: トリクシー
- ガス・アーンハイム（英語版）: バンドマスター
- フランクリン・アーデル: ドック・ワイズ
- トム・デューガン（英語版）: ホワイティ（ジョーのトレーナー）
- ルイーズ・ビーヴァース: クリスタル（メイムの家政婦）
- フレッド・"スノーフレーク"・トゥーンズ（英語版）: スモーキー
- ウィリアム・キャグニー: アル・マクスワット
- ロルフ・セダン（英語版）: アルフォンス

## 製作
本作はエドワード・スモールがユナイテッド・アーティスツとの契約に基づきプロデュースした2作目の映画である。スモールは映画のために楽曲「インカ・ディンカ・ドゥー」の権利を特別に購入した。

## サウンドトラック
- 「The Band Played On」（作曲: チャールズ・B・ウォード、作詞: ジョン・F・パーマー（英語版））
- ルーペ・ヴェレス - 「Like Me a Little Bit Less (Love Me a Little Bit More)」（作曲: バートン・レーン（英語版）、作詞: ハロルド・アダムソン（英語版））
- ジミー・デュランテ - 「インカ・ディンカ・ドゥー（英語版）」（作詞作曲: ジミー・デュランテ、ベン・ライアン（英語版））[3]
- ジミー・デュランテ - 「M-O-T-H-E-R, a Word That Means the World To Me」（作曲: セオドア・F・モース（英語版）、作詞: ハワード・ジョンソン（英語版））
- 「Count Your Blessings」（作詞作曲: アーヴィング・シーザー、ファーディ・グローフェ・シニア、エドガー・A・ゲスト（英語版））
- 「Palooka, It's a Grand Old Name」（作曲: ジョー・バーク（英語版）、作詞: アン・ロネル）